# Georg Wilhelm von Hedwiger Sponneck
Georg Wilhelm rigsgreve von Hedwiger Sponneck (Sponeck) (født 17. april 1672 i Schlesien, død 3. (2.?) september 1740 i København) var en dansk officer.

## Den Spanske Arvefølgekrig
Han var født i Schlesien, hvor slægten hørte hjemme, og var søn af fhv. kaptajn Johann Georg von Hedwiger til Goltzdorf (1620-1681 eller 1682, gift 1. gang 1649 med Catharina Close) og Anna Rosina von Pogrell (1641-1700). Navnet Sponeck og rigsgrevetitlen fik han og hans brødre 1701 i anledning af, at deres søster havde ægtet en hertug af Württemberg-Mömpelgard. Som ung kæmpede Sponeck under kejserens faner mod tyrkerne, men sluttede sig 1702 til det danske hjælpekorps, som under hertug
Carl Rudolph af Württemberg-Neuenstadt tog del i Den Spanske Arvefølgekrig. I otte år forblev Sponeck ved dette korps; han fik 1703 ansættelse som 2. oberstløjtnant ved et infanteriregiment, som blev oprettet for hertug Christian Ulrik af Württemberg-Oels; 1708 blev han karakteriseret oberst og forsat til 2. bataljon af regimentet Prins Carl, 1709 chef for Bataljonen Fyn. Sponneck udmærkede sig gentagne gange, bl.a. i slaget ved Malplaquet (1709), hvor han blev såret.

## Den Store Nordiske Krig
Ved reorganisationen efter slaget ved Helsingborg 1710; blev Sponneck kaldt til Danmark sammen med flere af hjælpetroppernes dygtigste officerer og blev ansat som chef for Dronningens Livregiment, som han beholdt til 1716. Han tog med hæder del i felttogene i Nordtyskland 1711-15. I det første af disse år blev han brigader og senere fungerende kommandant i Rostock. I slaget ved Gadebusch 20. december 1712 fik han det hverv med 4 bataljoner at besætte en fremskudt stilling foran den danske højre fløj. Han forsvarede stillingen med stor tapperhed, bibragte endog, i forening med rytteriet under Franz Joachim von Dewitz, Svenskerne et partielt nederlag og trak sig først om aftenen tilbage i så god orden, at resterne af hans fire bataljoner så at sige var de eneste fodfolksafdelinger, der de nærmeste dage var i fuldt kampdygtig stand. 1715 blev han generalmajor. Samme år blev det under belejringen af Stralsund overdraget ham sammen med den preussiske general Georg Abraham von Arnim at besætte øen Usedom, hvad der lykkedes efter en blodig kamp, og senere på året tog han del i landgangen på Rügen, hvor han blev hårdt såret.

## I Norge
I foråret 1716 var Sponneck den ældste af de officerer, som i anledning af Carl XII's indfald i Norge blev sendt op for at bøde på hullerne i den norske hærs rammer. Kort efter sin ankomst til landet var han med ved overfaldet på Moss (23. april). Selv skal Sponneck ikke have villet tage imod "Gratulationer" i anledning af det lykkelige udfald; men i den beretning, som viceadmiral Christian Carl Gabel sendte kongen om affæren, priser han i høje toner Sponneck, der "i Sandhed meriterer at være Generallieutenant og, om det og var, General". Efter sin tilbagekomst til Danmark samme år blev Sponneck da også forfremmet til førstnævnte grad og blev tillige kammerherre; året efter fik han Det hvide Bånd.
Sponnecks forhold til Gabel var nu meget intimt, og da denne 1717 var blevet overkrigssekretær (dvs. krigs- og marineminister), udkastede de i forening en plan til med en dansk-norsk hær på
ikke mindre end 40.000 mand fra Norge at falde ind i Sverige. Samme år blev Sponneck på ny sendt til Norge. Han optrådte her med stor Selvbevidsthed over for den højstbefalende, generalløjtnant Barthold Heinrich von Lützow, der på sin side gør indtryk af at have ladet sig imponere af Sponneck; denne fik således sat igennem, at Lützow skrev til ham på tysk, skønt tjenestesproget i den norske hær ellers var dansk; men at dømme efter den behandling, Sponneck gav sit modersmål, er det nok rimeligt, at han ikke har haft let ved andre sprog.
Da Carl XII 1718 atter truede med at falde ind i Norge, havde Sponneck fået befalingen i «smålenske kanton». Med o. 11 bataljoner og 10 eskadroner stod han nord for Tistedalselven i en forskanset stilling, som han havde lovet at forsvare hårdnakket, men på en falsk efterretning om, at fjenden var brudt igennem ved Ørjebropasset, rømmede han, for ikke at blive afskåren, stillingen (17. november) og gik bag Glommen, så at hele den sydøstlige del af landet uden sværdslag blev givet til pris for fjenden. Nu tog Lützow bladet fra munden og tilkendegav uforbeholdent Sponneck, hvor lidet denne havde svaret til hans forventninger; men kongen og overkrigssekretæren tabte ikke deres tro på Sponneck. Han fik en høj kommando under indfaldet i Båhus Len 1719 og samme år overbefalingen over hele den norske hær, medens Lützow var fraværende af helbredshensyn.

## Virke i København
Efter freden på Frederiksborg 1720 blev Sponneck kaldt til Danmark og i Hans Christoph von Schönfeldts sted ansat som kommandant i København, i hvilken post han forblev til sin død, 3. september 1740. For ikke at handle imod sin instruks og derved give garnisonens hvervede soldater lejlighed til at desertere nægtede Sponneck, da den store ildebrand var brudt ud 20. oktober 1728, om natten at lade Vesterport lukke op. Man kunne derfor hverken inde fra byen i Stadsgraven hente det vand, man højlig trængte til, eller ude fra omegnen bringe den hjælp, som på anden måde kunne gøres nødig. Denne Sponnecks holdning var ikke uden skyld i det omfang, ulykken fik, og den bekræfter den dom, at han, med al sin tapperhed og sin dygtighed som underfører, savnede den overlegenhed, som under vanskelige forhold udkræves i en høj stilling med selvstændigt ansvar; men den gunst, han kunne glæde sig ved på højeste sted, blev heller ikke denne gang rokket. Han blev 1731 gehejmekonferensråd, 1734 virkelig general og 1739 Elefantridder.

## Familie
Sponneck havde 1698 ægtet en landsmandinde, Anna Sophia Bojanowa von Bojanowsky (død 29. april 1733 i København), datter af Johann Achatz von Bojanowsky til Polnisch-Ellguth i Schlesien. Deres agnatiske afkom blev 1889 anerkendt som hørende til den danske adel. En datter, Frederikke Louise rigsgrevinde v. Sponeck (5. febr. 1711–22. okt. 1768), blev gift den 28. maj 1737 med officeren Christoph Ernst von Drechsel (født i Baireuth; død 1. aug  1777), hvis datter, Antoinette Frederikke v. Drechsel (1747 Køge—1837), blev gift i 1783 med Wilhelm von Haffner
Han er begravet på Garnisons Kirkegård. Der findes et portrætmaleri på Vallø Stift.